# Will Merrick
William Charles Merrick (Ledbury, 9 aprile 1993) è un attore britannico, meglio noto per aver interpretato il ruolo di Alo Creevey nella quinta e sesta stagione del teen drama britannico Skins e il ruolo di Jay nel film Questione di tempo.

## Biografia e carriera
Merrick è originario della città di Ledbury, nella contea inglese dell'Herefordshire. Durante i suoi studi alla Dean Close School di Cheltenham ha recitato negli spettacoli prodotti dalla compagnia teatrale della scuola, l'ultimo dei quali, The History Boys, è stato presentato nel 2010 all'Edinburgh Fringe.
Il suo esordio televisivo è all'età di 17 anni, quando entra nel cast principale della celebre serie di E4 Skins. Grazie al ruolo di Alo Creevey, Merrick ha vinto il premio Royal Television Society come miglior attore, battendo la co-star Dakota Blue Richards.
Negli anni successivi il suo successo ha ricoperto ruoli minori in alcune serie televisive britanniche e ha lavorato soprattutto come attore teatrale, recitando da protagonista negli spettacoli della No Prophet Theatre, abitualmente rappresentati all'Edinburgh Fringe (Morte di un commesso viaggiatore, Punk Rock e Boys). Nel 2013 si è unito alla Royal Shakespeare Company nell'opera per l'infanzia Wendy & Peter Pan, rinnovata anche per la stagione successiva. Il suo debutto alla regia è del 2014, con lo spettacolo teatrale Chatroom, nel quale recita da protagonista Alexander Arnold.
A livello cinematografico, nel 2013 ha ottenuto il suo primo ruolo di supporto nel celebre film di Richard Curtis Questione di tempo, con Rachel McAdams e Domhnall Gleeson.

## Filmografia parziale

### Cinema
- Questione di tempo (About Time), regia di Richard Curtis (2013)
- Modern Life Is Rubbish, regia di Daniel Jerome Gill (2017)
- A Classic Horror Story, regia di Roberto De Feo e Paolo Strippoli (2021)
- Barbie, regia di Greta Gerwig (2023)
- F1 - Il film (F1: The Movie), regia di Joseph Kosinski (2025)

### Televisione
- Skins – serie TV, 18 episodi (2011–2012)
- In with the Flynns – serie TV, 1 episodio (2012)
- Doctor Who – serie TV, 1 episodio (2013)
- Coming Up – serie TV, 1 episodio (2013)
- Atlantis – serie TV, 1 episodio (2013)
- Brief Encounters – serie TV, 6 episodi (2016)
- Poldark – serie TV, 2 episodi (2017)
- My Lady Jane – serie TV (2024)

## Teatro
- La bisbetica domata (2009)
- Amadeus (2009)
- Amleto (2010)
- The History Boys (2010)
- Morte di un commesso viaggiatore (2011)
- Punk Rock (2012)
- Boys (2013)
- Wendy & Peter Pan (2013–2014)
- Chatroom, regia di Will Merrick (2014)
- Merlin (2014–2015)

## Doppiatori italiani
Nelle versioni in italiano delle opere in cui ha recitato, Will Merrick è stato doppiato da:
- Alessio Puccio in My Lady Jane
- Edoardo Stoppacciaro in F1 - Il film